# تلمبه افلاطونی
تلمبه افلاطونی یک منطقهٔ مسکونی در ایران است که در بخش نگین کویر واقع شده‌است.